# Clupeocharax schoutedeni
Clupeocharax schoutedeni är en fiskart som beskrevs av Pellegrin 1926. Clupeocharax schoutedeni ingår i släktet Clupeocharax och familjen Alestidae. IUCN kategoriserar arten globalt som sårbar. Inga underarter finns listade i Catalogue of Life.